# Xã Franklin, Quận Washington, Kansas
Xã Franklin (tiếng Anh: Franklin Township) là một xã thuộc quận Washington, tiểu bang Kansas, Hoa Kỳ. Năm 2010, dân số của xã này là 119 người.